# Marion (Illinois)
Marion ist eine Stadt in Illinois. Das U.S. Census Bureau hat bei der Volkszählung 2020 eine Einwohnerzahl von 16.855 ermittelt. Sie liegt innerhalb des Einzugsbereiches von Carbondale und gehört zum Williamson County. Der Ort entstand 1839 als County Seat des neugegründeten Countys und wurde nach Francis Marion benannt, einem General des Amerikanischen Unabhängigkeitskrieges. Südwestlich der Stadt befindet sich das Bundesgefängnis, mit dem die Regierung der Vereinigten Staaten den veralteten Bau auf Alcatraz ersetzte.

## Geographie
Der Ort befindet sich an der Kreuzung von Interstate 57 und Illinois State Route 13 und liegt 148 km südöstlich von St. Louis und 25 km östlich von Carbondale. Marions geographische Koordinaten lauten 37° 44′ N, 88° 56′ W (37,730363, −88,930237). Marion liegt knapp außerhalb des Crab Orchard National Wildlife Refuge, der Shawnee National Forest liegt nur wenige Kilometer entfernt.
Nach den Angaben des United States Census Bureaus hat die Stadt eine Gesamtfläche von 35,0 km², wovon 33,2 km² auf Land und 1,8 km² (= 5,18 %) auf Gewässer entfallen.

## Verkehr

### Schienenverkehr
Durch Marion führt die frühere Chicago-and-Eastern-Illinois-Railroad-Nord-Süd-Strecke der Union Pacific Railroad von West St. Elmo nach Joppa. Im Ort besteht ein Übergang zur Crab Orchard and Egyptian Railroad. Diese Bahngesellschaft hat in Marion ihren Sitz und befährt die ehemalige Strecke der Illinois Central Railroad bis Ordill und Mande.
Die Bahnstrecke der St. Louis, Iron Mountain and Southern Railway (später Missouri Pacific Railroad) von Bush-Hurst über Herrin nach Marion und Johnson City ist genauso stillgelegt wie die Strecke der Marion and Eastern Railroad nach Paulton.

### Flugverkehr
Der Flughafen Veterans Airport of Southern Illinois befindet 5 km westlich der Stadt.

## Tornado am 29. Mai 1982
Am 29. Mai 1982 traf die Stadt ein Tornado der Stufe F-4 auf der Fujita-Skala und die umliegenden Bereich des Williamson Countys. In der Geschichte von Illinois handelte es sich dabei um einen der größeren aufgezeichneten Tornado-Ereignisse. Die Stufe F-4 bedeutet, dass die maximale Windgeschwindigkeit zwischen 333 km/h und 418 km/h liegt. Dieser Tornado riss eine 27 km lange Spur der Verwüstung durch das County. Zehn Personen wurden getötet und rund 200 verletzt. Ein Komplex mit Etagenwohnungen wurde völlig zerstört. Der Sachschaden belief sich auf 85–100 Millionen US-Dollar (inflationsbereinigt 276–325 Millionen US-Dollar). Später wurde ein Denkmal auf dem Tower Square errichtet, das an die Opfer des Tornados erinnert.

## Demografische Daten
Zum Zeitpunkt des United States Census 2000 bewohnten Marion 16.035 Personen. Die Bevölkerungsdichte betrug 482,6 Personen pro km². Es gab 7555 Wohneinheiten, durchschnittlich 227,4 pro km². Die Bevölkerung Marions bestand zu 92,9 % Weißen, 4,3 % Schwarzen oder African American, 0,8 % Native American, 0,2 % Pacific Islander, 0,2 % aus Asian und 0,4 % nannten zwei oder mehr Rassen. 1,2 % der Bevölkerung erklärten, Hispanos oder Latinos jeglicher Rasse zu sein.
Die Bewohner Marions verteilten sich auf 1,6 Haushalte, von denen in 28,1 % Kinder unter 18 Jahren lebten. 47,0 % der Haushalte stellten Verheiratete, 12,5 % hatten einen weiblichen Haushaltsvorstand ohne Ehemann und 37,1 % bildeten keine Familien. 33,1 % der Haushalte bestanden aus Einzelpersonen und in 16,4 % aller Haushalte lebte jemand im Alter von 65 Jahren oder mehr alleine. Die durchschnittliche Haushaltsgröße betrug 2,25 und die durchschnittliche Familiengröße 2,8 Personen.
Die Bevölkerung verteilte sich auf 22,8 % Minderjährige, 8,3 % 18–24-Jährige, 26,5 % 25–44-Jährige, 22,5 % 45–64-Jährige und 20,0 % im Alter von 65 Jahren oder mehr. Das Durchschnittsalter betrug 40 Jahre. Auf jeweils 100 Frauen entfielen 87,9 Männer. Bei den über 18-Jährigen entfielen auf 100 Frauen 84,4 Männer.
Das mittlere Haushaltseinkommen in Marion betrug 30.364 US-Dollar und das mittlere Familieneinkommen erreichte die Höhe von 39.275 US-Dollar. Das Durchschnittseinkommen der Männer betrug 31.520 US-Dollar, gegenüber 22.609 US-Dollar bei den Frauen. Das Pro-Kopf-Einkommen belief sich auf 19.073 US-Dollar. 14,9 % der Bevölkerung und 11,2 % der Familien hatten ein Einkommen unterhalb der Armutsgrenze, davon waren 22,9 % der Minderjährigen und 10,6 % der Altersgruppe 65 Jahre und mehr betroffen.

## Marion Cultural and Civic Center
Das Orpheum Theatre wurde am 2. Januar 1922 eröffnet. Es wurde an der südwestlichen Ecke des Stadtplatzes erbaut und eines in einer Reihe von Vaudeville- und Filmtheatern, die im südlichen Illinois entstanden und den Wohlstand reflektierten, den Landwirtschaft und Bergbau in der Region geschaffen hatten. Das Orpheum Theatre hatte mehr als 900 Sitzplätze. Die Innenausstattung war in einer Mischung auf Klassizismus und Neorenaissance gehalten und beinhalteten aufwendige Blattgoldverzierungen und Stuckarbeiten sowie eine mehrfarbige Fassade aus Terracotta.
Das Orpheum war bis zum Aufkommen des Fernsehens als Konkurrenz erfolgreich, doch rückläufige Umsätze erzwangen Mitte der 1950er Jahre die Umwandlung in ein reines Filmtheater und 1971 die Schließung. Die City of Marion kaufte das Gebäude 1973, um es abzureißen und einen Parkplatz auf dem Grundstück einzurichten, doch Bürgermeister und Stadtrat überdachten ihre Absicht, als sie feststellten, dass die Bevölkerung eine Renovierung des Gebäudes zur Nutzung als Kultur- und Unterhaltungszentrum wünschte.
In den frühen Morgenstunden des 10. März 1997 raste ein Brand durch das Theater. Die Fassade konnte zwar gerettet werden, doch das Innere war zerstört. Im Jahr 2000 wurde entschieden, dass an der Stelle des alten Theaters und einiger benachbarter Abrissgebäude ein neues Kultur- und Bürgerzentrum entstehen sollte.
Der Neubau wurde von White and Borgognoni Architects geplant, wobei Teile des alten Theatergebäudes mitverwendet wurden. 2004 waren die Bauarbeiten des 3200 Quadratmeter Fläche umfassenden Bauwerks abgeschlossen. Der Entwurf des neuen Bürgerzentrums wurde in dem Jahr vom American Institute of Architects mit dem Frank Lloyd Wright Award ausgezeichnet.

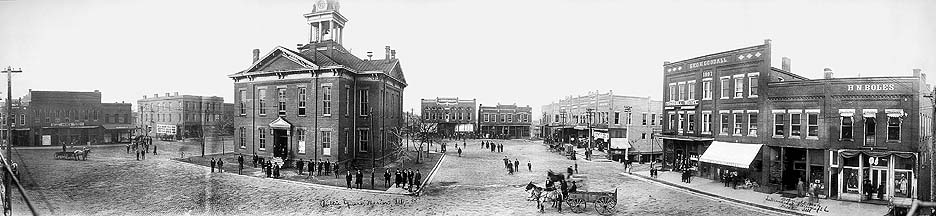
Panoramaansicht des Stadtplatzes im Jahr 1910

## Söhne und Töchter der Stadt
- Bob Casey (1909–1986), Jazzmusiker
- Fred R. Cagle (1915–1968), Herpetologe und Hochschullehrer
- Ray Fosse, Major-League-Baseball-Spieler
- Nancy E. Brown, Vizeadmiral